# Palmodes dimidiatus
Palmodes dimidiatus là một loài côn trùng cánh màng trong họ Sphecidae, thuộc chi Palmodes. Loài này được De Geer miêu tả khoa học đầu tiên năm 1773.